# Flor de Mayo
Flor de Mayo („Maiblume“) ist ein Roman des spanischen Schriftstellers Vicente Blasco Ibáñez.
Der Roman entstand im Jahre 1895 in Valencia (Spanien). Dieses Werk ist die Geschichte einer valencianischen Fischerfamilie und deren Schiff „Flor de Mayo“, das dem Roman seinen Namen gab. Der Roman handelt vom harten Alltag der Fischer Valencias und von der Unberechenbarkeit des Mittelmeers an der Levante-Küste vor Valencia.